# Bob Galvin
Robert William „Bob“ Galvin (* 9. Oktober 1922 in Marshfield (Wisconsin); † 12. Oktober 2011 in Chicago) war ein US-amerikanischer Unternehmer. Er war der Sohn des Gründers von Motorola, Paul Galvin, und von 1959 bis 1986 Chief Executive Officer (CEO) von Motorola.

## Leben und Werk
Galvin, der die Schule in Evanston (Illinois) besuchte, arbeitete schon ab 1940 bei Motorola. Er studierte an der University of Notre Dame mit dem Bachelor-Abschluss 1944 und arbeitete dann in Vollzeit bei Motorola. Er wurde 1956 Präsident von Motorola und 1959 CEO als Nachfolger seines Vaters. 1986 trat er als CEO zurück und wurde Aufsichtsratsvorsitzender. 2001 schied er aus dem Aufsichtsrat aus.
Unter seiner Leitung wuchs der Umsatz von Motorola von 290 Millionen Dollar im Jahr 1959, als er die Nachfolge seines Vaters antrat, zu 10,8 Milliarden Dollar 1990. Insbesondere war Motorola in den 1970er Jahren ein Pionier des Mobilfunks.
Bei Motorola führte er das Six-Sigma-Qualitätssicherungssystem ein, wofür die Firma 1988 den ersten Malcolm Baldridge National Quality Award des  U.S. Commerce Department erhielt. Bekannt wurde das System durch dessen nachfolgenden Erfolg bei General Electric. 2005 gründete er die Galvin Electricity Initiative, um das Six Sigma Konzept auch auf das Stromnetz in den USA zu übertragen.
Er war Berater von US-Präsidenten von Dwight D. Eisenhower bis George W. Bush. Zeitweise war er im US Foreign Intelligence Advisory Board, war in vielen US-Handelsdelegationen und anderen Delegationen als Vertreter der Wirtschaft und er stand einer Kommission zur Reform der Nationallaboratorien der USA vor (Galvin Kommission) vor. Er war Präsident der Electronic Industry Association.
Er war seit 1953 Trustee des Illinois Institute of Technology und von 1979 bis 1990 Chairman des Board of Trustees.
1991 erhielt er die National Medal of Technology and Innovation, 1993 den Bower Award in Business Leadership und 2005 den Vannevar Bush Award. 1992 wurde er in die American Academy of Arts and Sciences gewählt.